# Departamento Luján de Cuyo
El departamento de Luján de Cuyo, o simplemente departamento de Luján, es un departamento en la provincia de Mendoza, Argentina, con cabecera en la Ciudad de Luján de Cuyo, componente del Gran Mendoza (al sur de Mendoza). Fue creado en 1855 por decreto de Pedro Pascual Segura. Según el INDEC (2022), el departamento posee 199 888 habitantes, siendo el séptimo más poblado de la provincia.
Es importante por su producción de vino argentino, la industria petrolera y petroquímica, así como por el turismo. En la industria petrolera, destaca la destilería de YPF. La construcción del Dique de Potrerillos le ha otorgado un atractivo más.
Luján de Cuyo tiene 4847 km², limita al norte con Godoy Cruz, Las Heras y Maipú, al este con Junín y Rivadavia, al sur con Tupungato y al oeste con la República de Chile.

## Historia
Los huarpes, estirpe morena, delgada, de gran estatura, mujeres más estilizadas que los hombres; de andar felino, dóciles, muy ágiles y resistentes para la marcha, ocuparon el territorio de Cuyo. Estos originarios eran pacíficos. Hacían cerámica y aparentemente por trueque obtenían el maíz. Poseían un sistema de riego ideado por ingenieros incas, que derivaban el curso del río Mendoza en tres canales. A la llegada de los españoles en 1552 y 1561 se encontraron con este ingenioso sistema, al que posteriormente llamaron «Dique de la Toma de los españoles».
Cuando los conquistadores españoles por orden del gobernador García Hurtado de Mendoza, al mando del capitán Pedro del Castillo llegaron al valle de Huentota en una expedición compuesta por sesenta españoles, 1500 indios auxiliares y un capellán, el Fraile Humberto de la Cueva, encuentran un efectivo sistema de riego con el que cultivaban papa[cita requerida] y maíz, originarios de América y desconocidos en la época en Europa. El Capitán del Castillo denominó el sitio Mendoza - Nuevo Valle de Rioja. Era el 2 de marzo de 1561. El nombre era un homenaje al Gobernador de Chile Hurtado de Mendoza y a la tierra natal de Castillo.
El sistema de riego era derivado de un canal que denominaban Goazap Mayú o Potu del Inca y que luego los españoles denominaron Acequia principal o río de la ciudad. La ciudad se ubicó en la margen derecha del canal.
Reemplazado en Chile Hurtado de Mendoza por el Capitán Villagra, el nuevo gobernante destaca una nueva expedición al mando del capitán Juan Jufré quien en un intento de eliminar lo hecho por Del Castillo traslada la ciudad a la margen izquierda a «dos tiros de arcabuz» al sudoeste por encontrar el lugar más competente y rebautiza a la ciudad con el nombre de «Resurrección - Provincia de Huarpes». Sin embargo el tiempo y los hechos fueron superados respetando el nombre de Mendoza.
Es de destacar que la expedición española y la fundación de Mendoza tienen la particularidad que fue dispuesta por pedido de los originarios de Cuyo, que querían que viniesen a darles «conocimientos de Dios y a poblar y tenerlos en justicia y razón». El gestor de los indios fue el Cacique Conecho que gobernaba las regiones de Uspallata, por delegación de los otros caciques, quien mandó en Embajada a Chile a su hijo Chacha.
A principios del siglo XVIII, Mendoza progresaba en su comercio con otras provincias. Vino, aguardiente y aceitunas eran llevadas a Buenos Aires. Por aquellos años el transporte comercial se realizaba con carretas. Fue en estos tiempos cuando Don Pedro Molina y Vasconcelos, durante un viaje a Buenos Aires en las cercanías de la localidad de Luján, enfermó gravemente. El tropero prometió a la Virgen de Luján traer una imagen de ella y levantar una capilla en su nombre si mejoraba. El tropero mejoró y cumplió la promesa. Se erigió la capilla en un costado de la plaza departamental donde actualmente se levanta el Palacio Municipal.
En el terremoto de 1861 fue destruida. La iglesia actual se construyó entre 1909 y 1917.
En el santuario de Luján de Cuyo se encuentra la imagen «fundadora» de la Virgen de Luján hecha en una talla de madera de principios del siglo XVIII adornada con un escapulario pero con los colores españoles; en su parte inferior, esculpido un sol, emblema argentino y los escudos de Uruguay y Paraguay. El vestido y el manto han sido confeccionados en Sevilla, en 1914.
El departamento de Luján de Cuyo fue creado el 11 de mayo de 1855, con el nombre "Villa de Luján"; durante el gobierno del General Pedro Pascual Segura. Su municipio fue creado en 1872. El pueblo de Luján realizó un importante aporte a la historia de la independencia Argentina, tuvo una participación protagónica en la formación del Ejército de Los Andes.
Al momento de la creación, la Villa de Luján contaba con 4.700 habitantes. A 2010 cuenta con 119.888 habitantes .
Se declaró "Ciudad" la Villa de Luján en octubre de 1949. En 1964, ésta como el departamento pasaron a denominarse "Luján de Cuyo".
La buena disposición y mansedumbre de los indios hizo posible que los encomenderos se afianzaran, pero algunos españoles trasladaban los indios a Chile, con lo que fue afectándose la mano de obra india, lo que motivó su reemplazo con esclavos cuya introducción se autorizó. Muchos años después, la preocupación por regular el agua seguía desvelando a los habitantes. Era permanente la lucha con las fuerzas de la naturaleza, reconstruyendo lo que los aluviones destruían, las crecientes procedentes del río o de los "ríos secos" que bajaban de las serranías cercanas, era un verdadero azote, pero la falta de medios y el desapego de los pobladores, hicieron que transcurriera mucho tiempo para tomar decisiones para terminar con esta situación. Cabe destacar que en general los españoles buscaban oro o plata y no hacerse agricultores. Sólo la necesidad y la falta de medios los arraigaba el nuevo suelo. La población no podía absorber los costos de las obras, ya que sus ingresos eran modestos, de manera que recién en 1788 pudo contratarse una obra del río para riego. Luego de un concurso pregonado por toda la ciudad se presentaron 2 licitantes: Nicolás Corvalán y Juan de Godoy, adjudicándose la obra al primero. Posteriormente a observaciones que formulara Corvalán, se rescinde el contrato y se adjudica la obra al arquitecto José Conte.
Recién en 1754 el procurador de la ciudad plantea la necesidad de tomar medidas concretas, pero no pasó de ser un episodio aislado. En 1776 con la creación del Virreinato del Río de la Plata, se modifica la estructura política y en 1783 Cuyo pasa a ser parte de la Gobernación de Córdoba del Tucumán, designándose como gobernador intendente al Marqués de Sobremonte. El Marqués de Sobremonte se traslada en inspección a Mendoza en 1785 y aconseja al Cabildo de Mendoza soluciones a los problemas aluvionales, teniéndolos por los más importantes. Es una etapa de una total falta de planificación en una ciudad que ya cuenta con 6000 habitantes, pero Sobremonte era hombre progresista y dispone que se construya una Toma en el río que regule el Canal Zanjón, también un puente sobre esa Toma para pasar el río (hoy Mendoza), y un Tajamar que permita derivar a ciénagas, los excesos de agua en el Canal Zanjón.

## Población
Según el censo del INDEC en 2010 la población arrojó un resultado de 119 888 habitantes.
Para el censo 2022 el departamento registró 175 056 habitantes; lo que representó un aumento en la cantidad de personas del 46% mayor que el crecimiento poblacional provinciala situado en 17,5%. Estos datos le valieron al departamento tener la sexta mayor población y ser el departamento con mayor crecimiento poblacional de la provincia.

## Distritos

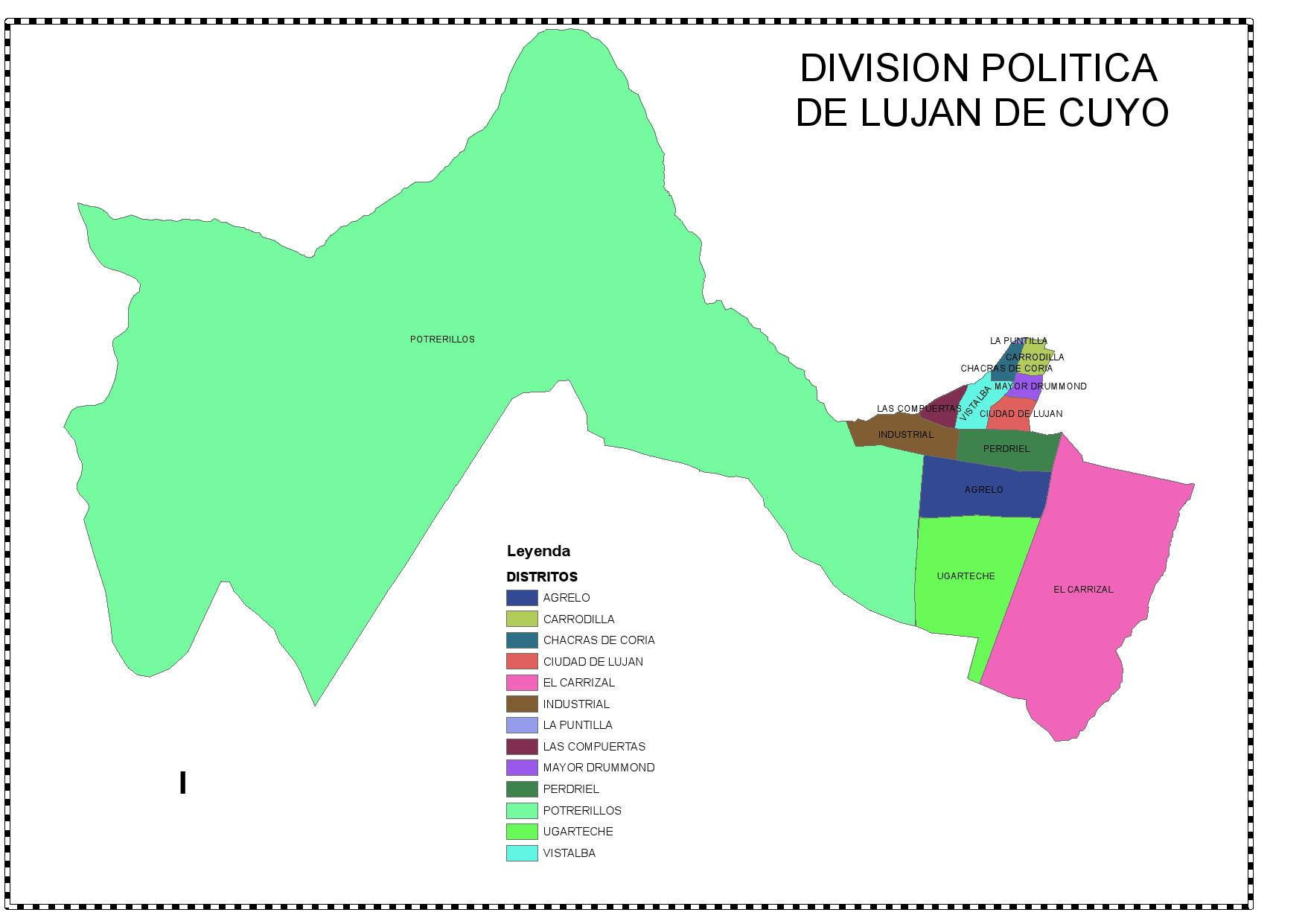
Distritos de Lujan de Cuyo.

A partir de un fallo en el año 2018, la Suprema Corte de Justicia resolvió la disputa limítrofe entre Luján de Cuyo y Las Heras, reconociendo al primero la pertenencia de los territorios al noroeste de la ruta provincial 82 y aledaños a la localidad de Blanco Encalada . El departamento bautizó el nuevo distrito como Vertientes del Pedemonte mediante una consulta web a los habitantes.
| DIstrito                 | Superficie (km²) | Población (2010) | Densidad (hab/km²) | Barrios (algunos barrios se encuentran en 2 distritos) |
| ------------------------ | ---------------- | ---------------- | ------------------ | --- |
| Agrelo                   | 195              | 7507             | 38,5               | - Sol de Agrelo - Valle de Agrelo - Jardín de Agrelo |
| Cacheuta                 |                  | 701              |                    | |
| Carrodilla               | 17,14            | 23886            | 1393,6             | - Villa Atilia - Viñas de Boedo - Brisas de Chacras - Barrio YPF - La Campiña - Jardín Xumec Carrodilla - Carbometal - Las Glicinas - Chacras Boedo - Lar de Boedo - Ruca Olivia - Portal Boedo - Vistapueblo - 21 de Julio - Las Rocas - Miraflores - Armani - El Huerto - Mauricio Carrodilla - Beghin - 13 de diciembre - Supe - 3 de diciembre - Liceo Rugby - Los Ventisqueros - Carolinos - Mosconi - Los Jilgueros - Buena Vista - El Marquesado - Agua y Energía Plan 27 - Pinar del sol - Aires de Malbec - Casa Pueblo - Juan José Paso - Los Aromos - Soberanía Argentina - El Portillo - Solares de Populin - Los Olivos - San Ignacio Loyola - Agua y Energía XX - So Montano - El Nogal - Unión y Fuerza - San Antonio - Los Alerces - E.P.A. - Renacer - Nueva Generación |
| Chacras de Coria         | 13,5             | 12428            | 920,6              | - Divisadero - Jardín Lomas de Chacras - Balcón de la Sierra - Granja Lomas de Chacras - Las Lomas - La Ventana - Puesta de Sol - Escritores Argentinos - ECO Chacras - Portal de la Cordillera - El Nevado - Jardín de Malbec - Los Peralitos - Solares de Viamonte - El Remanso - Viamonte - Las Catalpas - Las Candelas - Alta Vista - Los Castaños - Puerreydon - Residencial - Las Vertientes - Loteo Capredoni - Cerro Alto - Laderas - Cerro San Luis - La Delia - Punta Larrea - 25 de Mayo - Minetto - Valle de Chacras - Los Robles - Rincón de Chacras - Las Carretas - Puesta de Sol - Collovatti |
| El Carrizal              |                  | 4177             |                    | |
| Industrial               | 52,91            | 41               | 0,8                | |
| La Puntilla              | 2,2              | 2842             | 1291,8             | - Palmares Valley - El Mirador Norte - El Pinar - Huertos del Sol |
| Las Compuertas           |                  | 1353             |                    | - Altos de la Crucecita - Agua y Energía - Santa Oliva - Los Perales - Las Compuertas - Lugar Escondido - Cepas de Malbec - Sol y Sierra - Puerta Grande - Terrazas de Chacras - Las Sierras - Las Lomas - Puesta de Sol - Malvinas Argentinas - La Ventana - Escritores Argentinos |
| Lujan de Cuyo (Ciudad)   | 11               | 27594            | 2508,5             | - 13 de Diciembre - La Misión - Zettavi - 20 de Diciembre (Barrio Chino) - Alto Lujan - Huentota - Villa Urquiza - Santa Inés - Virgen de Lujan - Villa Dolores - Claveles Mendocinos - Agua y Energía - Natana 25 - Palmero - Santa Ana |
| Mayor Drummond           | 9                | 8223             | 913,7              | - Huentota III - Juan XXIII - Municipal - Peumayen - Villa Francisca - Huentota - Zgaib - Cumelen - 26 de Agosto - Altos de Drummond - Las Acacias - Victor Hugo - Caferino Namancura - Las Azucenas - Las Parras - Rincón de Drummond - La Primavera - Lar de Drummond - Parque Drummond - La Postrera - Jardín Casa de Fader - Solares de Gabrielli - La Aurelia - Terruños de Aráoz - Las Margaritas |
| Perdriel                 | 76               | 13687            | 180,1              | - Haras de Perdriel - Murgia - Quintana - Terrazas del Río - Portal Cordillerano - Andina - 3 Esquinas - Paula Albarracin de Sarmiento - Perdriel - XI de Perdriel - Emilio Coni |
| Potrerillos              |                  | 2075             |                    | - El Salto - Las Vegas - Las Carditas - Valle del Sol - Piedras Blancas - Los Zorzales - Villa el Portezuelo (No se divide en Barrios, sino en sectores) |
| Ugarteche                |                  | 6603             |                    | - Agrupación Tupac Amaru - 1 de Mayo - Del Dios - Gasul - Nocetti |
| Vistalba                 | 20,92            | 8771             | 419,3              | - Cepas de Malbec - Portal Vistalba - Loteo Don Carlos - Rincón de Vistalba - La Capilla - Masía - Solar del Plata - Vistalba Country - Santa Elena - San Patricio - Los Olivos IV - Viñas de Vistalba - Balcón de Vistalba - Jardín Vistalba - Balcón de Vistalba - 27 de Abril - Altos de Vistalba - Amoeva - El Casco - Senetiner/Peron - Cordon del Plata - Los Olmos - Chacras del Sur |
| Vertientes del Pedemonte | 48               | Sin datos        | Sin datos          | |

## Educación

### Escuelas en Luján de Cuyo
| Carrodilla       | - Provincias de Cuyo. - Agüero - Profesores Mendocinos - Dr. Fernández Letri - Ing. Julio Krause - Provincia de Tucumán - Dr. Julio Mayorga |
| Chacras de Coria | - Teresa O´conors - Francisco Correas - San Nicolás - Konrad Lorenz - Enrique Mosconi - San Jorge - Facultad de Ciencias Agrarias - UNCUYO - Sol de Chacras - El Nogal                                                                                      |
| Lujan de Cuyo    | - Dr. Remelio Villalobos - Ing. Ricardo Videla - Antonio Zinny - Saturnino Torres - Laureana Ferrari de Olazabal - Dr. Emilio Jofre - Técnica Ing. Carlos Fader - Martín Miguel de Güemes - Paula Albarracín - Nicolás Avellaneda - Perito Francisco Moreno |
| Mayor Drummond   | - San Pablo - Santa María Goretti - Maria Salome Alberti de Vega - Fray Francisco Inalicán - Juan José Paso |
| Perdriel         | - María Auxiliadora - Teresa Ghilardi de Martin - Rene Favaloro - Benito Juárez 1-159 - french - Periodistas Argentinos 1-237 |
| Potrerillos      | - Fragata Negri - Río Blanco - Cristóbal Colón |
| Ugarteche        | - Arturo Jauretche - Luis Baldini |
| Vistalba         | - Virgen de la Carrodilla - Pablo Neruda |

## Economía

### Refinería Luján de Cuyo (YPF)
El Complejo Industrial Luján de Cuyo es la refinería de mayor conversión del país. 
Cuenta con una capacidad de refinación de 105.500 barriles de crudo por día, una capacidad de conversión equivalente y un Índice de Complejidad Solomon de 10,8. 
Se elaboran prácticamente todos los productos que YPF comercializa en el país: gasoil, gasoil minero, gasoil agro, JP1, kerosene, nafta súper, nafta virgen, propano, propileno y butano, entre otros.
En junio de 2013, se inauguraron las Unidades de Hidrotratamiento de Gasoil (HDS III) y de Naftas (HTN II), en las cuales se invirtieron 170 millones de dólares y 188 millones de dólares, respectivamente.

### Bodegas de Luján de Cuyo
| Agrelo           | - Pulenta Estate - Séptima - Ruca Malen - Dominio del Plata - Vista Norte - Belasco de Baquedano - Chandon Argentina - Catena Zapata - Nieto Senetiner - Tapiz |
| Carrodilla       | - Flichman - Nieto Senetiner - Cavas de Weinert - La Anunciada - Amalia                                                                                        |
| Chacras de Coria | - Alta Vista - Clos de Chacras - Pulmary - Masiero - Cava Besares                                                                                              |
| Mayor Drummond   | - Lagarde - Arizu - Ayres |
| Perdriel         | - Familia Bonfanti - Dante Robino - Casarena - Archaval Ferrer - Norton - Sottano - Terrazas de los Andes                                                      |

## Gobierno

### Intendentes de Luján de Cuyo desde 1983
| Partido              | Partido | Intendente           | Periodo   |
| -------------------- | ------- | -------------------- | --------- |
|                      | UCR     | Osvaldo Ortiz        | 1983-1987 |
|                      | PJ      | Luis Humberto Carral | 1987-1999 |
|                      | PD      | Omar De Marchi       | 1999-2005 |
| Omar Parisi          | PD      | 2005-2011            |           |
|                      | FPV     | Carlos López Puelles | 2011-2015 |
|                      | PRO     | Omar De Marchi       | 2015-2019 |
| Sebastián Bragagnolo | PRO     | 2019-2023            |           |
|                      | LUM     | Esteban Allasino     | 2023-2027 |

### Concejo Deliberante
El Honorable concejo Deliberante de Luján de Cuyo está compuesto por los siguientes concejales, para el periodo 2023-2027: 
- LUM: Andrés Sconfienza, Guillermo Trentacoste, Rolando Baldaso, Cecilia Soulé, Patricia Tahan, Malena Ábalos y Gabriela Della Blanca
- Cambia Mendoza : Carlos Sala, Rubén Lázaro, Adrián Devia y Laura Gomez
- Frente de Todos: Paloma Scalco.

## Transporte

### Transporte público de colectivos Línea 700
En Luján de Cuyo el transporte público más usado es la línea 700 del Mendotran, el sistema de transporte público de la provincia de Mendoza. El grupo tiene una gran variedad de recorridos y transportan a la población dentro del departamento hasta las localidades de Agrelo, Ugarteche, El Carrizal y Blanco Encalada, y a otros destinos como Maipú, Godoy Cruz, Ciudad de Mendoza, entre otros.
Cuenta con servicios expresos que comunican con la Ciudad de Mendoza (705, 710, 711), servicios escolares varios, y servicios diferenciales (principalmente en la zona de Chacras de Coria).

### Línea 400 expreso Uspallata
Transporte de viajes de media y larga distancia que hace recorridos a Potrerillos, Cacheuta, El Carrizal, y a los lugares más lejanos de Mendoza.